# Caulkicephalus
Caulkicephalus („Caulkova hlava“ podle názvu pro obyvatele ostrova Wight) byl rodem ornitocheiridního pterodaktyloidního ptakoještěra, který žil v období spodní křídy na území dnešního ostrova Wight u jižního pobřeží Velké Británie.
Zachovala se pouze neúplná kostra a lebka s několika zuby. Druhový název trimicrodon přímo znamená „tři malé zuby“. Srovnáním s dalšími ornitocheiridy i přímým pozorováním fosílií odhadli paleontologové rozpětí křídel tohoto velkého pterosaura zhruba na 5 metrů.